# Amatepec, delstaten Mexiko
Amatepec är en ort i Mexiko, och administrativ huvudort i kommunen Amatepec i den sydvästra delen av delstaten Mexiko, i den centrala delen av landet. Orten hade 2 137 invånare vid folkräkningen 2010 och är kommunens näst största samhälle.